# Paramilitære (spetsnaz)
De paramilitære Spetsnaz-styrker består af fire typer enheder:
- FSB (tidligere OGPU/NKVD/KGB) specialstyrke, der primært anvendes uden for Rusland. Styrkerne kendes under bogstaverne ALFA, BETA og VYMPEL, hvilket er fonetisk udtale af de tre første bogstaver i det russiske alfabet. Internt i Rusland bruges enhederne udelukkende til det centrale antiterrorberedskab og centralt styret militær indsats mod gidseltagere.
- FSB grænsetropper, der anvendes til sikring af landets grænser samt bevogtning af særlige områder og installationer.
- MVD (Indenrigsministeriet) specialstyrker, der er uddannet til nedkæmpelse af intern uro og oprør i Rusland.
- MVD SWAT-teams, som findes i alle større byer og som indsættes efter vestlig model mod alle former for uro, terror, gidseltagning osv. på lokalt plan.

Ud over ovenstående officielle enheder findes der en lang række privat oprettede sikkerhedsenheder, hvor tidligere medlemmer af sikkerhedsstyrkerne tjener penge på at skabe sikkerhed for personer eller virksomheder.